# ワパスー
ワパスー （Wapassou）は、フランス・ストラスブール出身のロック・バンドで、1972年から1986年まで活動した。彼らの音楽はプログレッシブなアプローチと現代音楽をミックスしている。

## 略歴
1972年に結成されたワパスーは、キーボード、ギター、ヴァイオリンのトリオによる構成が特徴である。最初のアルバム『ワパスー』は、1974年にレコーディングされた。
1976年1月、ワパスーはジャン=クロード・ポニャンのレーベルであるクリプト (Crypto)と、3枚のアルバム契約についてサインした。それが、アルバム『ミサ・ニ短調』（1976年、WEA配給）、『サランボ』（1977年、RCAレコード配給）、『ルートヴィヒII世 (永遠の王)』（1979年、RCAレコード配給）である。これらは、バンドのキーボード担当であるフレディ・ブルアによって構成された「生と死と永遠」に関する3部作となっている。
1979年7月、ワパスーはドラマーのドミニク・メッツ (Dominique Metz)を増員することで、バンドのサウンドを近代化および更新を行い、より伝統的でエネルギッシュかつリズミカルな基盤を提供することを決定した。また、1980年に、グループは歌手を雇うことにした。
1980年、ワパスーはMusidisc配給となるSterneレーベルからアルバム『Genuine』をレコーディングした。グループは1983年までツアーを行った。メンバーの何人かはストラスブールで「RBO (Rock et Belles Oreilles)」と呼ばれるスタジオを作った。
数年の沈黙の後、ワパスーは改編してアルバム『Orchestra 2001 - Le lac d'argent』をレコーディングした。アルバムは1986年にリリースされたが、予想されたほどの商業的な成功には達しなかった。バンドは300回以上のコンサートを自らの功績に加えつつ、1986年末、公式に解散した。
アルバム『ワパスー』の33回転盤は、ムゼアによってCDで再発された。

## メンバー
- フレディ・ブルア (Freddy Brua) - キーボード
- カリン・ニッカール (Karin Nickerl) - ギター、ベース
- ジャック・リチティ (Jacques Lichti) - ヴァイオリン
- フェルナン・ランドマン (Fernand Landmann) - 音響

その他、追加メンバー

## ディスコグラフィ

### スタジオ・アルバム
- 『ワパスー』 - Wapassou (1974年、Prodisc Strasbourg)
- 『ミサ・ニ短調』 - Messe en ré mineur (1976年、Crypto)
- 『サランボ』 - Salammbô (1977年、Crypto)
- 『ルートヴィヒII世 (永遠の王)』 - Ludwig, un roi pour l'éternité (1979年、Crypto)
- Genuine (1980年、Sterne)
- Orchestra 2001 (1986年、Omega Studio)

### シングル
- "Femmes-fleur" / "Borgia (A.P.G.F.)" (1974年)